# ماكس غراديل
ماكس-ألان غراديل (بالفرنسية: Max Gradel)‏ (مواليد 30 نوفمبر 1987) هو لاعب كرة قدم عاجي يلعب لصالح نادي سانت إتيان.
أستدعي غراديل في نوفمبر 2010 للعب مع منتخب ساحل العاج. ولعب معه أول مباراة رسمية في 5 يونيو 2011.

## مسيرته الكروية
لعب ماكس غراديل خلال مسيرته الاحترافية مع 5 أندية في ستة عشر موسمًا وسجل خلالها 89 هدفًا ضمن 351 مباراة. ولم يفز بأي موسم بالكأس أو بالدوري.
خاض ماكس غراديل مسيرته مع نادي ليستر سيتي في موسم 2006–07 في المرة الأولى لمدة موسم واحد ثم في موسم 2008–09 ولمدة موسمين، مشاركًا طوالها في 28 مباراة سجل خلالها هدفًا واحدًا. ثم انتقل إلى نادي بورنموث في موسم 2007–08 في المرة الأولى لمدة موسم واحد ثم في موسم 2015–16 ولمدة موسمين، حيث شارك طوالها في 59 مباراة سجل خلالها 10 أهداف. لينتقل بعدها إلى نادي ليدز يونايتد في موسم 2009–10 واستمر معه طيلة ثلاثة مواسم، مشاركًا في 77 مباراة سجل خلالها 25 هدفًا. ثم انتقل إلى نادي سانت إتيان في موسم 2011–12 ليلعب معه أربعة مواسم، مشاركًا في 101 مباراة سجل خلالها 31 هدفًا. هذا وانتقل لاحقًا إلى نادي تولوز في موسم 2017–18 واستمر معه طيلة ثلاثة مواسم، مشاركًا في 86 مباراة سجل خلالها 22 هدفًا.

## وصلات خارجية
- صفحة ماكس غراديل على موقع ليدز يونايتد
- ماكس غراديل على موقع الاتحاد الدولي (مؤرشف)  (الإنجليزية)
- ماكس غراديل على موقع الاتحاد الأوربي (الإنجليزية)
- ماكس غراديل على موقع اتحاد تركيا (لاعب) (الإنجليزية)
- ماكس غراديل على موقع رابطة كرة القدم الفرنسية للمحترفين (الإنجليزية)
- ماكس غراديل على موقع قاعدة بيانات كرة القدم.إي يو (الإنجليزية)
- ماكس غراديل على موقع ناشيونال فوتبول تيمز (الإنجليزية)
- ماكس غراديل على موقع Soccerbase.com (لاعب) (الإنجليزية)
- ماكس غراديل على موقع Soccerway.com (الإنجليزية)
- ماكس غراديل على موقع عالم كرة القدم.نت (الإنجليزية)
- ماكس غراديل على موقع كووورة